# Brasiguayos
Unter Brasiguayos werden brasilianische Siedler (und deren Nachkommen) verstanden, die sich in der Grenzregion Brasilien-Paraguay auf paraguayischem Boden niedergelassen haben. Sie leben vorwiegend in den Departamentos Canindeyú und Alto Paraná im Osten des Landes. Die Brasiguayos sind mehrheitlich Bauern und sprechen meistens Portugiesisch. Ihre Zahl wird auf circa 350.000 geschätzt. Darunter gibt es etwa 150.000 Brasiguayos, die deutschstämmig sind und von denen viele untereinander immer noch deutschbrasilianische Volksmundarten sprechen.

## Geschichte der Brasiguayos
Im Jahre 1943 lebten in ganz Paraguay nicht mehr als 500 brasilianische Farmer. Zwischen 1950 und 1970 blieb der Anteil der brasilianischen Bevölkerung konstant bei drei bis vier Prozent.
Ab 1970 begann die massive Einwanderung aus Brasilien. Die Mehrheit kam aus dem brasilianischen Bundesstaat Paraná. Im Jahre 1967 widerrief die Regierung Paraguays ein Gesetz, das Ausländern den Erwerb von Land innerhalb einer 150 km-Zone jenseits der Staatsgrenze untersagte. Gleichzeitig führte eine zunehmende Mechanisierung der Sojaproduktion im brasilianischen Bundesstaat Paraná zu einer Konzentration von landwirtschaftlichen Holdings in dieser Region. Das führte zu einer Abwanderung der kleineren Bauern in das Nachbarland Paraguay. Gegen Ende der 1970er Jahre war das Land auf paraguayischer Seite um das Achtfache billiger als in Brasilien.